# Underclocking
Underclocking, también conocido como downclocking, se refiere a modificar la configuración de tiempo de una computadora o circuito electrónico para funcionar a una velocidad de reloj inferior a la especificada. El underclocking es utilizado para reducir el consumo de potencia de un ordenador, aumentar la vida de la batería, reducir la emisión de calor, y también puede aumentar la estabilidad y la compatibilidad del sistema. El underclocking puede ser implementado de fábrica, pero muchos ordenadores y los componentes pueden ser underclockeados por el usuario final.

## Tipos de underclocking

### CPU underclocking
Para microprocesadores, el propósito es generalmente disminuir la necesidad de dispositivos de disipación del calor o disminuir el consumo de poder eléctrico. Esto puede proporcionar un aumento de estabilidad del sistema en condiciones de altas temperatura, o puede permitir a un sistema correr con un menor menos potente (y por tanto más tranquilo) ventilador de aire o sin uno en absoluto. Por ejemplo, con un procesador Pentium 4 su reloj trabaja normalmente a 3.4 GHz que pueden ser 2 GHz si aplicamos underclocking y entonces se puede ejecutar de forma segura con velocidades reducidas del ventilador. Esto invariablemente se produce a expensas de algunas prestaciones del sistema. Sin embargo, la reducción del rendimiento proporcional suele ser menor que la reducción proporcional de la velocidad del reloj, ya que el rendimiento suele estar limitado por otros cuellos de botella: el disco duro, GPU, controlador de disco, Internet, red, etc.
Realizar underclocking refiere a las alteraciones de sincronización de un circuito síncrono para reducir las necesidades de energía de un dispositivo. El underclocking deliberado implica limitar la velocidad de un procesador, lo que puede afectar la velocidad de operaciones, pero puede o no hacer que un dispositivo sea notablemente menos capaz, dependiendo de otro hardware y el uso deseado.
Muchos ordenadores y otros dispositivos permiten underclocking. Los fabricantes añaden opciones de underclocking por muchas razones. Underclocking puede ayudar con la acumulación excesiva de calor, ya que un menor rendimiento no generará tanto calor dentro del dispositivo. También puede reducir la cantidad de energía necesaria para ejecutar el dispositivo. Ordenadores portátiles y otros dispositivos con batería o pilas a menudo tienen opciones para hacer underclocking , de modo que las baterías pueden durar más tiempo sin ser cargadas.
Además de proporcionar características de underclocking, los fabricantes pueden escoger limitar la capacidad de una máquina para hacerlo más eficaz.
Los modelos de computadora con conjunto de instrucciones reducido (RISC) pueden ayudar a los fabricantes a construir dispositivos que funcionen con menos energía.

### Tarjetas gráficas
Realizar underclocking también puede ser actuado en procesador de tarjeta de los gráficos GPUs, normalmente con el objetivo de reducir producción de calor. Por ejemplo, es posible establecer una GPU para correr a menores tasas de reloj cuándo ejecuta tareas diarias (p. ej. navegar por internet y procesamiento de palabra), permitiendo así que la tarjeta funcione a una temperatura más baja y, por lo tanto, a velocidades de ventilador más bajas y silenciosas. El GPU entonces puede ser overclockeado para aplicaciones gráficamente más intensas, como los juegos. Underclockear una CPU reducirá rendimiento, pero esta disminución probablemente no se notará, excepto en aplicaciones de gran intensidad gráfica.

### Underclockear memoria
Una RAM más nueva y más rápida puede ser underclockeada para que coincida con sistemas más antiguos como una forma económica de reemplazar la memoria rara o discontinua. Esto también puede ser necesario si se encuentran problemas de estabilidad en configuraciones más altas, especialmente en una PC con varios módulos de memoria de diferente velocidad de reloj. Si tú haces underclock a un procesador de PC, y no cambias el factor de reloj o el multiplicador (la relación entre el procesador y la velocidad del reloj de la memoria), la memoria también estará underclockeada.

## Cuándo se usa
El escalado dinámico de frecuencia (underclocking automático) es muy común en las computadoras portátiles y también se ha vuelto común en las computadoras de escritorio. En los portátiles, el procesador generalmente está underclockeado automáticamente cuando la computadora está funcionando con batería. La mayoría de los procesadores de computadoras portátiles y de escritorio (que utilizan esquemas de ahorro de energía como Cool'n'Quiet y PowerNow! De AMD) se les harán underclocking automáticamente bajo una carga de procesamiento liviana, cuando el BIOS de la máquina y el sistema operativo lo admitan. Intel también ha utilizado este método en numerosos procesadores a través de una función llamada SpeedStep. SpeedStep apareció por primera vez en chips como el Core 2 Duo y los modelos selectivos de Pentium, y luego se convirtió en un estándar en los modelos Core i3, i5 e i7 de gama media alta.
Algunos procesadores hacen underclock automáticamente como medida defensiva, para evitar sobrecalentamiento el cual podría causar daño permanente. Cuando tal procesador alcanza un nivel de temperatura considerado demasiado alto para una operación segura, el circuito de control térmico se activa, realizando automáticamente un decrecimiento el reloj y del voltaje del núcleo de la CPU hasta que la temperatura haya vuelto a un nivel seguro.
En un entorno adecuadamente enfriado, este mecanismo debería activarse rara vez (si alguna vez lo hace).
Existen varias competiciones de underclocking similares en formato a las competiciones de overclocking, excepto que el objetivo es tener la computadora con el reloj más bajo, a diferencia de la más alta.

## Ventajas
- Reducción del consumo de energía eléctrica, especialmente cuándo esta combinado con undervolting (i.e., reduciendo el voltaje del componente por debajo del nominal). Por ejemplo, al underclockear un procesador Athlon XP 1700+ de 1466 a 1000 MHz y reducir el voltaje del núcleo de 1.75 a 1.15V, un usuario de computadora redujo el consumo de energía de 64.0 a 21.6W, es decir, un 66% de reducción de energía, con solo 26 % menos de rendimiento.[1] Lo mismo ocurre con los procesadores más nuevos: cuando una CPU Intel de un solo núcleo estaba underclockeada en un 20%, el rendimiento del PC bajó solo un 13% con una reducción de energía del 49%.[2]

En general, la potencia consumida por una CPU con una capacidad C, que funciona a frecuencia f y tensión V es aproximadamente
- Reducción de la generación de calor, que es exactamente proporcional al consumo de energía.
- Menos ruido porque los ventiladores de enfriamiento pueden reducirse o incluso eliminarse. La eficiencia de un ventilador de enfriamiento es proporcional a su velocidad de rotación, pero a medida que aumenta, también lo hace el ruido.
- Mayor vida útil del hardware.
- Estabilidad aumentada.
- Vida de batería aumentada.
- Mejor compatibilidad con aplicaciones viejas.
- Rendimiento apropiado de videojuegos muy viejos que eran dependientes del tiempo de CPU.

## En la práctica

### Linux
El núcleo Linux soporta la modulación de frecuencia de la CPU. En los procesadores compatibles, el uso de cpufreq para obtener acceso a esta función le da al administrador del sistema un nivel variable de control sobre la velocidad de reloj de la CPU. El kernel incluye cinco reguladores por defecto: Conservative, Ondemand, Performance, Powersave y Userspace. Los reguladores Conservative y Ondemand ajustan la frecuencia de reloj dependiendo de la carga de la CPU, pero cada uno con algoritmos diferentes. El regulador Ondemand salta a frecuencia máxima en CPU cargadas y disminuye la frecuencia paso a paso en una CPU desocupada, mientras que el regulador Conservative aumenta la frecuencia paso a paso en CPU cargadas y salta a una frecuencia más baja en una CPU desocupada. Los reguladores Performance, Powersave y Userspace establecen la velocidad del reloj de forma estática: Performance al más alto disponible, Powersave al más bajo disponible, y Userspace a una frecuencia determinada y controlado por el usuario.

### Windows
Underclocking puede ser realizado manualmente en la BIOS o con aplicaciones de Windows, o dinamicamente usando características como Intel's SpeedStep or AMD's Cool'n'Quiet.

### Asus Eee PC
Algunas versiones del Asus Eee PC utilizan un procesador Intel Celeron M de 900 MHz con underclocking a 630 MHz.

### Mac OS X
Underclocking se puede realizar en el EFI.

### Teléfonos inteligentes y PDAs
La mayoría de los teléfonos inteligentes y las PDA, como el Motorola Droid, Palm Pre, y el iPhone de Apple, utilizan underclocking de un procesador más potente, en lugar del reloj completo de un procesador menos potente, para maximizar la vida útil de la batería. Los diseñadores de tales dispositivos móviles a menudo descubren que un procesador más lento da una duración de batería peor que un procesador más potente a una velocidad de reloj más baja. Seleccionan un procesador en función del rendimiento por vatio del procesador.

### Rendimiento
El rendimiento de una máquina underclockeada a menudo será mejor de lo que podría esperarse. En el uso normal de escritorio, rara vez se necesita la potencia total de la CPU. Incluso cuando el sistema está ocupado, se suele pasar una gran cantidad de tiempo esperando datos de la memoria, el disco u otros dispositivos. Dichos dispositivos se comunican con la CPU a través de un bus que opera a un ancho de banda mucho menor. En general, cuanto más bajo sea el multiplicador de la CPU (y, por lo tanto, la velocidad del reloj de una CPU), más se acercará su rendimiento al del bus y menos tiempo pasará esperando.